# Liste der Stolpersteine in Holzwickede
Die Liste der Stolpersteine in Holzwickede enthält Stolpersteine, die im Rahmen des gleichnamigen Kunst-Projekts von Gunter Demnig in Holzwickede verlegt wurden. Mit ihnen soll an Opfer des Nationalsozialismus erinnert werden, die in Holzwickede lebten und wirkten. Die ersten fünf in Holzwickede verlegten Steine erinnern an Menschen, die den Euthanasieprojekten der Nationalsozialisten zum Opfer fielen.

## Verlegte Stolpersteine
| Adresse                      | Verlege- datum  | Person, Inschrift | Bild | Anmerkung |
| ---------------------------- | --------------- | --- | --- | --------- |
| Nordstraße 19                | 6. März 2018    | Hier wohnte Friedrich Ellerkmann Jg. 1909 Eingewiesen 1.4.1937 Heilanstalt Warstein Verlegt 26.7.1943 Heilanstalt Weilmünster Ermordet 30.4.1944                               | Stolperstein Ellerkmann |           |
| Hauptstraße 8                | 6. März 2018    | Hier wohnte Ludwig Himpe Jg. 1898 Seit 1909 verschiedene Heilanstalten 'Verlegt’ 26.7.1943 Heilanstalt Weilmünster Ermordet 12.11.1943                                         | Stolperstein Himpe |           |
| Sölder Straße 31             | 6. März 2018    | Hier wohnte Karl Klönne Jg. 1922 Seit 1935 mehrmals Heilanstalt Marsberg 1939 Heilanstalt Warstein 'verlegt’ 24.7.1941 Heilanstalt Eichberg Ermordet 31.1.1942                 | Stolperstein Karl Klönne |           |
| Landskroner Straße 23        | 6. März 2018    | Hier wohnte Wilhelm Lohöfer Jg. 1910 Zwangssterilisiert 1936 Krankenhaus Hamm Eingewiesen 1936 Heilanstalt Warstein 'verlegt’ 21.8.1941 Hadamar Ermordet 21.8.1941 'Aktion T4' | Stolperstein Wilhelm Lohöfer |           |
| Landweg 57                   | 6. März 2018    | Hier wohnte Josef Kaup Jg. 1915 Eingewiesen 1933 Heilanstalt Marsberg 'Verlegt’ 31.7.1941 Hadamar Ermordet 31.7.1941 'Aktion T4'                                               | Stolperstein Josef Kaup |           |
| Nordstraße 19                | 7. Februar 2019 | Hier wohnte Wilhelm Brauckmann, Jg. 1888, im Widerstand / SPD, "Schutzhaft" 1933 Bergkamen-Schönhausen, gefoltert / arbeitsunfähig, tot 1.8.1937                               | Bild gesucht Der Benutzer GeorgDerReisende ( Diskussion ) wünscht sich an dieser Stelle ein Bild vom Ort mit diesen Koordinaten 51.50722 7.61733 . Motiv: Stolperstein für Wilhelm Brauckmann, die Lage und das Haus Falls du dabei helfen möchtest, erklärt die Anleitung , wie das geht. BW |           |
| Schillerstraße 13            | 7. Februar 2019 | Hier wohnte Karl Menne, Jg. 1918, seit 1926 verschiedene Heilanstalten, "verlegt" 26.7.1943 Heilanstalt Weilmünster, ermordet 1.5.1944                                         | Bild gesucht Der Benutzer GeorgDerReisende ( Diskussion ) wünscht sich an dieser Stelle ein Bild vom Ort mit diesen Koordinaten 51.47802 7.6207 . Motiv: Stolperstein für Karl Menne, die Lage und das Haus Falls du dabei helfen möchtest, erklärt die Anleitung , wie das geht. BW          |           |
| Sachsenstraße 5              | 7. Februar 2019 | Hier wohnte Heinrich Brune, Jg. 1903, im Widerstand / KPD, "Schutzhaft" 1933 Bergkamen-Schönhausen, 1933 Börgermoor, misshandelt, entlassen / arbeitsunfähig                   | Bild gesucht Der Benutzer GeorgDerReisende ( Diskussion ) wünscht sich an dieser Stelle ein Bild vom Ort mit diesen Koordinaten 51.51613 7.62513 . Motiv: Stolperstein für Heinrich Brune, die Lage und das Haus Falls du dabei helfen möchtest, erklärt die Anleitung , wie das geht. BW     |           |
| Josefstraße 50               | 7. Februar 2019 | Hier wohnte Karl Luicke, Jg. 1898, seit 1912 verschiedene Heilanstalten, zwangssterilisiert 1935, "verlegt" 24.7.1941 Heilanstalt Eichberg, tot 5.6.1945                       | Bild gesucht Der Benutzer GeorgDerReisende ( Diskussion ) wünscht sich an dieser Stelle ein Bild vom Ort mit diesen Koordinaten 51.49917 7.61215 . Motiv: Stolperstein für Karl Luicke, die Lage und das Haus Falls du dabei helfen möchtest, erklärt die Anleitung , wie das geht. BW        |           |
| Kellerkopf 37                | 7. Februar 2019 | Hier wohnte Caroline Stoffel, geb. Pampus, Jg. 1892, seit 1927 verschiedene Heilanstalten, "verlegt" 8.1.1943 Heilanstalt Hadamar, ermordet 25.1.1943                          | Bild gesucht Der Benutzer GeorgDerReisende ( Diskussion ) wünscht sich an dieser Stelle ein Bild vom Ort mit diesen Koordinaten 51.47123 7.60543 . Motiv: Stolperstein für Caroline Stoffel, die Lage und das Haus Falls du dabei helfen möchtest, erklärt die Anleitung , wie das geht. BW   |           |
| Lessingstraße 4              | 9. Oktober 2020 | Hier wohnte Karl Weil, Jg. 1897, im Widerstand / SPD, "Schutzhaft" 1933 Bergkamen-Schönhausen, Arbeitsanstalt Brauweiler, schwer misshandelt, entlassen 21.8.1933              | Bild gesucht Der Benutzer GeorgDerReisende ( Diskussion ) wünscht sich an dieser Stelle ein Bild vom Ort mit diesen Koordinaten 51.50607 7.61618 . Motiv: Stolperstein für Karl Weil, die Lage und das Haus Falls du dabei helfen möchtest, erklärt die Anleitung , wie das geht. BW          |           |
| Dürerstraße 18               | 9. Oktober 2020 | Hier wohnte Kaspar Lügger, Jg. 1907, im Widerstand / Zentrum, "Schutzhaft" 1933 Bergkamen-Schönhausen, entlassen 8.8.1933                                                      | Bild gesucht Der Benutzer GeorgDerReisende ( Diskussion ) wünscht sich an dieser Stelle ein Bild vom Ort mit diesen Koordinaten 51.49256 7.62385 . Motiv: Stolperstein für Kaspar Lügger, die Lage und das Haus Falls du dabei helfen möchtest, erklärt die Anleitung , wie das geht. BW      |           |
| Landweg 8                    | 9. Oktober 2020 | Hier wohnte Josef Kiel, Jg. 1883, im Widerstand / SPD, "Schutzhaft" 1933 Bergkamen-Schönhausen, entlassen 2.10.1933, 1944 verhört von Gestapo, schwer misshandelt, überlebt.   | Bild gesucht Der Benutzer GeorgDerReisende ( Diskussion ) wünscht sich an dieser Stelle ein Bild vom Ort mit diesen Koordinaten 51.48929 7.62272 . Motiv: Stolperstein für Josef Kiel, die Lage und das Haus Falls du dabei helfen möchtest, erklärt die Anleitung , wie das geht. BW         |           |
| Massener Straße 23           | 9. Oktober 2020 | Hier wohnte Heinrich Dulle, Jg. 1884, im Widerstand / SPD, gedemütigt / misshandelt, Flucht in den Tod, am 19.11.1933 aufgefunden.                                             | Bild gesucht Der Benutzer GeorgDerReisende ( Diskussion ) wünscht sich an dieser Stelle ein Bild vom Ort mit diesen Koordinaten 51.49026 7.62388 . Motiv: Stolperstein für Heinrich Dulle, die Lage und das Haus Falls du dabei helfen möchtest, erklärt die Anleitung , wie das geht. BW     |           |
| Herderstr. 3                 | 27. Januar 2022 | Hier wohnte Oiser Schwanhort, Jg. 1898, Juli 1935 von SS schwer misshandelt, 1939 - Grenze Belgien verhaftet / Gefängnis Monschau, Aachen versteckt, überlebt                  | |           |
| Hauptstr. 44                 | 27. Januar 2022 | Hier wohnte Hedwig Steinweg, verh. Jacobsohn, Jg. 1886, Deportation 1942, Riga ermordet                                                                                        | |           |
| Steinstr. 26                 | 27. Januar 2022 | Hier wohnte Wilhelm Günther, Jg. 1924, eingewiesen 1939 Heilanstalt Marsberg, tot 28.5.1945, Ursache: fortgesetzte Mangelernährung                                             | |           |
| Weststr. 31                  | 27. Januar 2022 | Hier wohnte Heinrich Wortmann, Jg. 1881, im Widerstand / Zentrum, "Schutzhaft" 1933 Bergkamen-Schönhausen, Börgermoor, entlassen 26.9.1933                                     | |           |
| Unnaer Str. 7                | 27. Januar 2022 | Hier versteckt Charlotte Temming, Jg. 1903, Widerstand / BPRS, Schutzhaft 1933 Steinwache Dortmund, Zwangsarbeit 1943, 1944 Deportationsbefehl, mit Hilfe überlebt             | |           |
| Dorfstr. / Ecke Im Ostendorf | 17. März 2022   | Hier wohnte Wilhelm Nissel, Jg. 1897, im Widerstand / KPD, "Schutzhaft" 1933 Bergkamen-Schönhausen, schwer misshandelt, Gefängnis Unna, entlassen 26.11.1934                   | |           |
| Chaussee 124                 | 5. Juni 2023    | Hier wohnte Friedrich Gehrmann, Jg. 1909, im Widerstand, Reichsbanner, schwer misshandelt 29. März 1936, überlebt.                                                             | Stolperstein Friedrich Gehrmann |           |
| Wilhelmstr. 37               | 5. Juni 2023    | Hier wohnte Friedrich Rump, Jg. 1875, im Widerstand, Gewerkschaft, schwer misshandelt 29. März 1936, überlebt.                                                                 | |           |
| Nordstr. 21                  | 5. Juni 2023    | Hier wohnte Hermann Franke, Jg. 1909, seit 1920 verschiedene Heilanstalten, 'verlegt' 18.6.1941 'Heilanstalt' Hadamar, ermordet 18.6.1941, Aktion T4                           | |           |
| Rausinger Str. 26            | 5. Juni 2023    | Hier wohnte Gustav G. Schmidt, Jg. 1908, im Widerstand, Sozialistische Studentenschaft, 'Schutzhaft' 1933/Folter, ermordet 4.7.1933 Pappelhof bei Rieseberg                    | |           |
| Rausinger Str. 111           | 5. Juni 2023    | Hier wohnte Wilhelm Allerdissen, Jg. 1904, im Widerstand, Reichsbanner, schwer misshandelt von SA und SS 1933, überlebt.                                                       | |           |
| Natorper Str. 1              | 5. Juni 2023    | Hier wohnte Ernst Wiedemann, Jg. 1896, im Widerstand / KPD, 'Schutzhaft' 1933 KZ Schönhausen, KZ Börgermoor, schwer misshandelt, entlassen 23.12.1933                          | |           |